# Cedar (Kansas)
Cedar es una ciudad ubicada en el condado de Smith en el estado estadounidense de Kansas. En el año 2010 tenía una población de 14 habitantes y una densidad poblacional de 28 personas por km².

## Geografía
Cedar se encuentra ubicada en las coordenadas 39°39′24″N 98°56′25″O / 39.656711, -98.940389 (39.656711, -98.940389).

## Demografía
Según la Oficina del Censo en 2000 los ingresos medios por hogar en la localidad eran de $31,875 y los ingresos medios por familia eran $30,625. Los hombres tenían unos ingresos medios de $32,500 frente a los $8,750 para las mujeres. La renta per cápita para la localidad era de $13,770. Alrededor del 0% de la población estaban por debajo del umbral de pobreza.